# CETUS
Pour les articles homonymes, voir Cetus.
Le projet CETUS, ou XL-AUV, est un robot sous-marin autonome en cours de développement au Royaume-Uni par la société MSubs de Plymouth pour le compte de la Royal Navy. Il est nommé ainsi d’après Cetus, un monstre marin de la mythologie grecque.

## Conception
Plusieurs pays, dont les principales puissances navales (États-Unis, Chine, Russie) construisent actuellement leurs propres grands véhicules sous-marins sans équipage, préparant les futures guerres maritimes du XXIe siècle qui se livreront via les drones. Le drone CETUS du Royaume-Uni est comparable aux projets suivants :
- le véhicule sous-marin sans pilote Extra Large (XLUUV) Orca[1] en cours de développement par Boeing et Huntington Ingalls Industries pour la marine américaine, qui mesure environ 15 m de long[3] ;
- le LDUUV (Large Diameter Unmanned Underwater Vehicle) américain également, devant pouvoir être déployé depuis un sous-marin nucléaire d'attaque (SNA) de classe Virginia[4] ;
- le drone sous-marin HSU-001 exploité par la Chine[1] ;
- le Démonstrateur de drone sous-marin océanique (DSMO) dévoilé en France par Naval Group en octobre 2021, d’une masse d’une dizaine de tonnes pour une longueur de dix mètres[4].

Le Royaume-Uni ne veut pas être à la traîne, et développe le CETUS qui sera le sous-marin sans équipage le plus grand et le plus complexe exploité par une marine européenne,,,,,,,, et le deuxième plus grand du monde après le Large Scale Vehicle (LSV-2) Cutthroat de l’US Navy. En effet, avec ses 12 mètres de long, 2,2 mètres de diamètre et un déplacement de 17 tonnes,,,,,,,,, le CETUS aura les « dimensions d’un bus à impériale,,,, » de Londres, a souligné le MoD britannique. Les dimensions du CETUS ont été étudiées pour lui permettre de tenir à l’intérieur d’un conteneur d’expédition standard de 40 pieds pour le transport routier et maritime, ce qui permet de le transporter dans le monde entier et de le faire opérer à partir de n’importe quel navire de la Royal Navy, ou éventuellement de marines alliées,,,,,,,. Cependant il est handicapé par son poids. Bien qu’il puisse être chargé dans la baie de mission d’une frégate de type 26 de la Royal Navy, le CETUS est trop lourd pour le système de manutention du navire. Sa mise à l’eau en mer nécessite donc un « vaisseau mère » équipé d’une grue puissante, comme le RFA Proteus par exemple.
Le CETUS, qui ne sera pas armé,,,,, sera capable de plonger à 400 mètres de profondeur soit une profondeur supérieure à n’importe quel sous-marin britannique actuel,,,,,. Son moteur électrique sera alimenté par des batteries qui lui donnent une autonomie de base allant jusqu’à 1000 milles marins (1609 kilomètres) en une seule mission. Cette autonomie pourra être augmentée grâce à l’installation de batteries supplémentaires,,,,,,,,. Son endurance est décrite comme de « plusieurs jours » sans davantage de précisions. Pour des raisons de simplicité, de coût et de poids, le CETUS ne possède pas de générateur diesel pour recharger lui-même ses batteries.
Le CETUS est doté de deux compartiments étanches, séparées par un ballast central inondable. Le compartiment principal de charge utile a pour dimensions 2 x 2 x 2 mètres, et il y a dans la partie avant supérieure et la partie arrière inférieure de petits compartiments de charge utile secondaires, susceptibles d’être occupés par des capteurs. Il est de conception modulaire, avec une section en option qui peut être ajoutée pour doubler la capacité de charge utile,,,,,. La Royal Navy étudie plusieurs propositions de l’industrie concernant des charges utiles potentielles qui peuvent être rapidement interchangeables pour une flexibilité maximale du navire dans ses missions. Le compartiment principal a des portes supérieures et inférieures qui permettent de charger les objets par le haut et de les faire sortir par le dessous du navire lorsqu’il est en mer. Parmi les exemples de charges utiles potentielles figurent un véhicule sous-marin téléopéré déployé depuis la baie de mission, avec un cordon ombilical le reliant au CETUS, et un véhicule terrestre sous-marin autonome (AUGV) qui peut être déposé sur le fond marin pour s’y déplacer.

## Développement
Dans le cadre de son effort de modernisation, la Royal Navy a mis l’accent sur une automatisation croissante, la robotique et les véhicules autonomes. Cela permet aux super-porte-avions comme le HMS Queen Elizabeth d’avoir besoin d’un équipage de seulement 1600 marins, cela accélère les opérations de maintenance et ouvre de nouvelles capacités qui rendent la marine plus efficace tout en mettant moins de vies humaines en danger. La Royal Navy a commencé il y a plus de dix ans à expérimenter des systèmes autonomes et, dans certains cas, elle les exploite déjà. La plupart reposent sur des technologies prêtes à l’emploi. Ainsi, des systèmes sans équipage de chasse aux mines fonctionnent déjà en Écosse, et des bateaux sans pilote Pacific 24 sont en cours d’essai. Divers drones aériens sont utilisés par les navires à la fois pour la reconnaissance et la collecte de renseignement et comme cible volante pour l’entraînement à la défense antiaérienne,,,,. La Royal Navy a investi dans un navire de surface d’essais technologiques, le XV Patrick Blackett, afin d’évaluer et de tester de nouveaux équipements dans le but d’intégrer cette technologie à la flotte,,,.
La Royal Navy a travaillé sur un premier démonstrateur technologique de véhicule sous-marin expérimental sans équipage extra large (XLUUV), le projet MANTA, construit par MSubs, un fabricant britannique de Plymouth. Il s’agit d’un sous-marin de 9 mètres qui est une version sans pilote du submersible habité S201 existant,,. Livré en mars 2020 par MSubs, le MANTA est utilisé par la Royal Navy mais ses constructeurs en conservent la propriété. Afin d’acquérir de l’expérience avec ce nouveau type de véhicule, une approche en trois phases a été adoptée. La phase 1 a porté sur la livraison, les tests de navigabilité de base et les tests d’autonomie. La phase 2 a commencé les essais de missions de plus en plus complexes. La phase 3 va jusqu’à des essais en environnement opérationnel. Au cours du mois d’octobre 2023, le MANTA a été utilisé pour effectuer une démonstration du type « jour J » en effectuant une reconnaissance et des relevés hydrographiques au large d’une plage de Cornouailles, simulant ainsi les missions préparatoires à un assaut amphibie qui ont été menées par les forces spéciales et des sous-marins de poche avec équipage pour le débarquement de Normandie le 6 juin 1944. Les renseignements recueillis ont été envoyés par satellite à terre vers un centre d’opérations portable (POC) tenant dans un conteneur qui pourrait être situé n’importe où dans le monde, ou embarqué sur un navire en mer. Le S201 sera retourné à MSubs pour un carénage et vente éventuelle à une autre marine. Afin de réduire les risques liés à certaines des technologies qui entreront dans la composition du CETUS, un deuxième navire, le S202, a été construit par MSubs.
En 2019, dans le cadre de l’initiative NavyX, le ministère de la Défense britannique (MoD) a émis un appel d'offres pour un démonstrateur technologique de sous-marin sans équipage, capable de naviguer pendant trois mois ou parcourir 3000 milles marins, d’emporter 2 tonnes de charge utile et de mettre en œuvre une « capacité de collecte de renseignements discrète ». À la suite de ce projet, le programme CETUS a été lancé en janvier 2023. Il est nommé ainsi d’après un monstre marin de la mythologie grecque,,,,.
Le contrat est financé par le programme Anti-Submarine Warfare Spearhead (Fer de lance de la lutte anti-sous-marine) géré par la Direction du développement de la Royal Navy, dont le quartier général est à Portsmouth. Le navire sera livré par l’intermédiaire de la Submarine Delivery Agency (agence de livraison de sous-marins) à Bristol. Il est le dernier cri d’une série de nouvelles technologies sous-marines qui seront mises en œuvre pour faire face aux menaces de la prochaine décennie,,,,,,. Le projet Spearhead de la Royal Navy comporte plusieurs volets pour améliorer la capacité de lutte anti-sous-marine. Les études de concept pour le SSN(R) (maintenant SSN-AUKUS) ont révélé qu’il serait très utile de compléter les sous-marins avec équipage par des systèmes autonomes. La Royal Navy a besoin d’augmenter son effectif de sous-marins et un grand nombre de véhicules sous-marins autonomes seront nécessaires d’ici 2040. Le volet « unités autonomes » du projet Spearhead comprend le CETUS (annexe H) et le CHARYBDIS (annexe F). Les leçons tirées du MANTA et du CETUS contribueront aux plans du véhicule avec intelligence artificielle intégrée prévu en 2025, et la Direction du développement de l’IA étudie s’il existe des systèmes suffisamment prometteurs pour être adoptés rapidement pour une utilisation en première ligne.
Le projet CETUS a fait l’objet d’un appel d’offres au début de l’année 2022 avec un montant maximal de 21,5 millions de livres sterling (29,3 millions de dollars américains),, pour la conception, la construction et le support technique d’un démonstrateur XL-AUV de 8 à 12 m de longueur. BAE Systems a soumissionné sans succès, et le contrat a été remporté en novembre 2022 par la société MSubs, basée à Plymouth, pour une valeur de 15,4 millions de livres sterling (18,9 millions de dollars américains),,,,,,,. Le MoD a annoncé le 1er décembre 2022 qu’il venait d’attribuer le contrat. L’amiral Sir Ben Key, First Sea Lord, a déclaré qu’il était ravi que le projet puisse soutenir une petite entreprise britannique innovante qui est à la pointe de la technologie dans ce secteur,,,,,. Brett Phaneuf, le directeur général de MSubs, s’est dit fier de la confiance que la Royal Navy témoigne à sa petite entreprise. Au-delà de l’aspect prestigieux ou patriotique, sur un plan matériel le contrat permettra de créer 10 nouveaux emplois spécialisés et d’en soutenir 70 autres dans la ville de Plymouth,,,. Outre la création de ces emplois, l’entreprise a également investi dans une nouvelle installation du South Yard à Devonport, beaucoup plus près du front de mer que son usine existante à Estover, dans la banlieue de Plymouth.
Le CETUS est maintenant en phase de fabrication et commencera ses essais en mer en novembre 2024. Le MANTA était basé sur une conception de submersible existante et éprouvée, mais le CETUS est conçu et construit à partir de zéro, et il sera le premier XLUUV détenu et exploité par la Royal Navy sous les auspices de l’Unité d’autonomie de l’Agence de livraison de sous-marins (SDA-AU).
Le navire doit être livré à la Royal Navy dans deux ans,,,. Il se déplacera furtivement à travers les océans et renforcera la capacité du Royaume-Uni à protéger ses infrastructures nationales critiques (câbles sous-marins de télécommunications, gazoducs, etc.) et à surveiller l’activité sous-marine, guettant les navires ou les sous-marins hostiles qui pourraient constituer une menace pour la flotte ou pour les infrastructures nationales clés telles que les câbles et les pipelines sous-marins en haute mer,,,,,. Selon le MoD, il viendra compléter les deux navires multi-rôles de surveillance océanique (MROS) qui équiperont prochainement la Royal Fleet Auxiliary. Le CETUS (et ses successeurs) pourra opérer de manière indépendante ou en collaboration avec des sous-marins traditionnels avec équipage, tels que les sous-marins nucléaires d’attaque (SNA) « chasseurs-tueurs » de classe Astute,,,,,,,,. Dans l’ensemble, ce projet s’étendra sur 6 ans. Après la livraison, la Royal Navy a l’intention de l’employer pour des essais et des expérimentations jusqu’en 2027 au moins.